# Challenger de Brest 2023
El torneo Brest Challenger 2023 fue un torneo de tenis perteneció al ATP Challenger Tour 2023 en la categoría Challenger 100. Se trató de la 8ª edición; el torneo tuvo lugar en la ciudad de Brest (Francia), desde el 23 de octubre hasta el 29 de octubre de 2023 sobre pista dura bajo techo.

## Jugadores participantes del cuadro de individuales
| Favorito | País                    | Jugador            | Rank1 | Posición en el torneo |
| -------- | ----------------------- | ------------------ | ----- | --------------------- |
| 1        | Bandera de Francia      | Richard Gasquet    | 62    | Primera ronda         |
| 2        | Bandera de Portugal     | Nuno Borges        | 74    | Segunda ronda         |
| 3        | Bandera de España       | Jaume Munar        | 83    | Primera ronda         |
| 4        | Bandera de Francia      | Benjamin Bonzi     | 89    | FINAL                 |
| 5        | Bandera de Francia      | Constant Lestienne | 93    | Semifinales           |
| 6        | Bandera de Francia      | Hugo Gaston        | 96    | Semifinales           |
| 7        | Bandera del Reino Unido | Liam Broady        | 100   | Segunda ronda         |
| 8        | Bandera de Bélgica      | David Goffin       | 105   | Segunda ronda         |

- 1 Se ha tomado en cuenta el ranking del 16 de octubre de 2023.

### Otros participantes
Los siguientes jugadores recibieron una invitación (wild card), por lo tanto ingresan directamente al cuadro principal (WC):
- Titouan Droguet
- Richard Gasquet
- Giovanni Mpetshi Perricard

Los siguientes jugadores ingresan al cuadro principal tras disputar el cuadro clasificatorio (Q):
- Duje Ajduković
- Gabriel Diallo
- Arthur Fery
- Calvin Hemery
- Matteo Martineau
- Ryan Peniston

## Campeones

### Individual Masculino
- Pedro Martínez derrotó en la final a  Benjamin Bonzi, 7–6(6), 7–6(1)

### Dobles Masculino
- Yuki Bhambri /  Julian Cash derrotaron en la final a  Robert Galloway /  Albano Olivetti, 6–7(5), 6–3, [10–5]